# 凯阿-基斯诺斯专区
凯阿-基斯诺斯专区（希臘語：Περιφερειακή ενότητα Κέας-Κύθνου），是希腊南愛琴大區的一个专区。专区范围包括凱阿島、基斯諾斯島、馬克羅尼索斯島和周边几个小岛。专区面积为247.4平方公里，2021年人口数量为3,903人。

## 行政
在2011年卡利克拉提斯改革方案中，希腊所有州份被取消。基克拉澤斯州分为包括凯阿-基斯诺斯专区在内的9个专区。凯阿-基斯诺斯专区下辖2个市镇（括号内为地图中的数字）：
- 凯阿（1）
- 基斯诺斯（2）